# Armando Sevinate Pinto
Armando José Cordeiro Sevinate Pinto (ur. 1 stycznia 1946 w Ferreira do Alentejo, zm. 29 marca 2015 w Lizbonie) – portugalski agronom, urzędnik państwowy i polityk, w latach 2002–2004 minister rolnictwa, rozwoju wsi i rybołówstwa.

## Życiorys
Z wykształcenia inżynier agronom, absolwent Universidade Técnica de Lisboa. Pracował w jednym z centrów badawczych prowadzonych przez Fundação Calouste Gulbenkian. W drugiej połowie lat 70. został zatrudniony w resorcie handlu, a następnie w ministerstwie rolnictwa. Kierował służbami tego resortu i był jego dyrektorem generalnym. Od 1987 obejmował dyrektorskie stanowiska w strukturach Komisji Europejskiej w Brukseli, zajmując się m.in. regulacjami dotyczącymi wspólnej polityki rolnej. W 1993 powrócił do Portugalii, założył przedsiębiorstwo konsultingowe, zajął się również działalnością akademicką.
Od kwietnia 2002 do lipca 2004 był ministrem rolnictwa, rozwoju wsi i rybołówstwa w rządzie José Manuela Durão Barroso. Powrócił następnie do pracy w branży doradczej. Był później doradcą prezydenta Aníbala Cavaco Silvy do spraw rolnictwa i obszarów wiejskich.